# ドカ食いダイスキ! もちづきさん
『ドカ食いダイスキ！ もちづきさん』（ドカぐいダイスキ もちづきさん）は、まるよのかもめによる日本の漫画。『ヤングアニマルZERO』（白泉社）にて、2024年6月1日増刊号（5月9日発売）から連載中。初回連載では2話分が掲載された。当初は隔月連載の予定だったが、反響を受けて5月17日に月一回の連載へと変更する方針が立てられた。『ヤングアニマルZERO』の刊行が無い月はウェブコミック配信サイト『ヤングアニマルWeb』にて公開されている。
本作は、たくさん食べる（ドカ食い）ことで血糖値を急上昇させるストレス解消法を実践する女性会社員・望月美琴の日常生活を描いている。作中において、彼女にとっての「ドカ食い」とは単なる食事というよりは快楽を得るための手段として描かれており、「血液が塩水になりそうなほど」濃い味付けが好きという設定がある。一方、作中では血糖値の急上昇による酩酊状態を「至る」と表現されており、彼女にとって恥ずべきものとして描かれている。
たとえば、第1話では深夜前まで残業を続けている望月が空腹に耐えかね、通常の2倍サイズのカップ焼きそば2つを平らげた後に「至り」、血糖値スパイクにより給湯室で倒れていたところを同僚に目撃される場面が描かれている。

## 登場人物
望月 美琴（もちづきみこと）
本作の主人公である、とある会社で事務職として働く女性。21歳。普段は人当たりも良く温厚な態度であるが、空腹になってくると飢えた獣のような表情になってくる。高カロリーなものを大量に食べて血糖値スパイクを起こして酩酊することを「至る」と呼んでその行為にハマっている。大量の飲食にも関わらずBMIは25.2で肥満（1度）と「少しぽっちゃりしている」程度の体型。健康診断の直前には必死に食事を我慢している。とにかく味が濃く高カロリーなものを好んでおり、味の感想も「しょっぱくてうまい」といったものが多い。ドカ食いを他人に見られることは恥ずかしいという意識は一応あるようで、コンビニで大量に買い込んでいたときは他の食品で隠す、妹が都会の自分のもとに来た際には見られないように食べるなどしている。
倉橋 達也（くらはし たつや）
もちづきさんの先輩に当たる社員で営業の男性。同僚であるもちづきさんのことをサポートしたり心配するが、その心配は「普段は大型の弁当箱で昼食をドカ食いする彼女が、節制して少なくして空腹を我慢しているのを心配する」など少々ズレている。もちづきさんと同じく日常的に残業をしている様子であり、エナジードリンクや栄養補助食品を常用している。
坂崎 杏奈（さかざき あんな）
もちづきさんの先輩に当たる社員。健康診断で肝臓の数値が悪くなるなど飲酒量が多く、焼酎の原液とウコン飲料を1：1で混ぜて飲むことで「肝臓を壊す酒と修復するウコン これでプラマイゼロ!」と言い張っている。
桐本 耕平（きりもと こうへい）
もちづきさんの会社の上司であり、管理職の男性。51歳。常に机周りにお菓子を常備している大の甘党であり、普段は健康の為に節制しているが、社内では糖質を気にせず甘味料を食う望月さんを羨ましく思っている。また、健康診断では血糖値の高さを医者から指摘されており、作中では常に死神が顔をのぞかせている。
望月 実咲（もちづき みさき）
もちづきさんの実妹で18歳の専門学生。姉同様のおっとりとした見た目と雰囲気を持つが、ホラー映画鑑賞を趣味とし、中でもゾンビ映画を好む。姉と比べると食欲は普通なものの、辛いものが大好きで、ガロン瓶のタバスコを持ち歩いては大量にかけている。

## 反響
第1話が配信された直後、SNS上で大きな反響を呼んだ。温厚な主人公が食欲と葛藤したりその欲望にのめりこむ面白おかしさを楽しむ声があった一方、主人公の健康を心配する声も多数寄せられたほか、2ちゃんねるにおける「ドカ食い気絶部」を想起する者もいた。他方、「至る」行為がコメディとして描かれることに懸念する者もいた。
単行本1巻は予約が好調だったため、発売日当日に発売前重版決定が発表され、発売から2週間で累計10万部を突破した。2025年7月時点では50万部を記録している。

## 評価
2024年8月28日に発表された「次にくるマンガ大賞 2024」Webマンガ部門にて第8位および、同年よりニチレイフーズが賞の冠スポンサーとなったことで新設された「冷凍食品はニチレイ賞」を受賞。
同年12月18日に発表された「ネット流行語100 2024」にて16位にランクインし、トップ20単語賞を受賞した。
2025年3月、三洋堂書店コミックアワード「#でらコミ！６」大賞を受賞。

## 書誌情報
- まるよのかもめ『ドカ食いダイスキ！ もちづきさん』 白泉社〈ヤングアニマルコミックス〉、既刊2巻（2025年4月28日現在）
  1. 2024年11月5日発行（10月29日発売[7]）、ISBN 978-4-592-16031-1
  2. 2025年4月28日発売[15]、ISBN 978-4-592-16032-8

## プロモーション等
- 上述の「次にくるマンガ大賞 2024」の「冷凍食品はニチレイ賞」受賞を記念し、「ダ・ヴィンチWeb」（KADOKAWA）にて、ニチレイフーズの冷凍食品「焼おにぎり10個入」「特から」「今川焼（あずきあん）」が登場する描き下ろしのコラボ漫画と、作者のまるよのかもめへのメールインタビューが掲載された[16]。
- 単行本第1巻発売を記念し、東京メトロ丸ノ内線新宿駅メトロプロムナードにて、面白法人カヤックが企画した全長12mのピールオフ広告を2024年11月4日から10日まで掲示した。広告の半面には360袋の「千切りキャベツ」のパッケージ風フライヤーが貼られており、これをはがす事で本作品の名シーンが出現する仕組みとなっている[17][18]。
- カレーハウスCoCo壱番屋が2024年11月15日より店舗・数量限定で提供された「ホロ肉ドカンとBBQカレー」とのコラボレーション企画として、前週の8日発行の「ヤングアニマル」22号および「ヤングアニマルWeb」にて同カレーが登場するコラボ漫画が掲載、CoCo壱番屋の店舗には同カレーを持つもちづきさんの描き下ろしイラストを使ったメニューPOPや店内ポスターが掲出された[19]。
- 白泉社が運営する同社作品の公式コラボカフェ「My Charaful Cafe」（東京都千代田区）では、2025年1月16日から2月11日にかけて、本作品のコラボカフェを開催。ドカ盛りメニューを再現するほか、オリジナルグッズも販売した[20]。
- コンビニエンスストアのセブン-イレブンがコラボレーション企画として2025年2月18日より本作をイメージしたおにぎり3種と弁当2種を期間限定販売。商品が登場するコラボ漫画が掲載[21]。
- 『週刊ヤングマガジン』で連載の『ヤニねこ』（作・にゃんにゃんファクトリー）とコラボレーションし、『ヤングマガジン』2025年22/23号にまるよのかもめによるコラボ漫画が、『ヤングアニマルZERO』2025年6/1号ににゃんにゃんファクトリーによるコラボ漫画が、それぞれ掲載された[22]。
- フードリヴァンプが運営するラーメン店「野郎ラーメン」とのコラボレーションとして、2025年6月7日から20日にコラボメニューを提供するほか、一部店舗ではコラボグッズの販売も予定している[23]。